# Hildebrandtia sericea
Hildebrandtia sericea är en vindeväxtart som beskrevs av Hutchinson och E. A. Bruce. Hildebrandtia sericea ingår i släktet Hildebrandtia och familjen vindeväxter. Inga underarter finns listade i Catalogue of Life.